# 永嘉公主 (明朝)
永嘉公主（1376年—1455年10月12日），明朝公主。明太祖朱元璋第十二女，母为郭惠妃。汝陽公主同母姐。
洪武九年出生。洪武二十二年十一月六日（1389年11月23日），公主下嫁武定侯郭英之子郭鎮。洪武二十六年（1393年），公主生子郭珍。
永乐三年，進封永嘉长公主。永乐二十二年十一月壬申（1424年11月21日），進封永嘉大長公主。宣德十年，公主乞請給其子郭珍承袭武定侯爵位。景泰六年九月二日（1455年10月12日），公主去世，享年八十岁。
明世宗即位時，永嘉公主的玄孫郭勛受寵，特為永嘉公主求諡號，后賜諡貞懿。